# Balestra a ripetizione

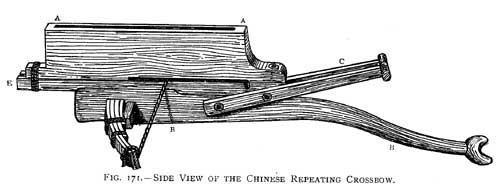
Illustrazione tratta da The Crossbow, Ralph Payne-Gallwey, 1903

La balestra a ripetizione (Cinese: 連弩 o Lian-nu) è una balestra di origine cinese.

## Storia
La balestra a ripetizione cinese (諸葛弩 Chu-ke-nu, letteralmente "balestra di Zhuge"; A volte chiamata Chu-ko-nu) è nata da un progetto relativamente semplice. È pensiero comune che sia stata inventata dallo stratega cinese Zhuge Liang (181-234 d.C.) del periodo dei Tre Regni. Tuttavia, alcune balestre a ripetizione, scoperte nella tomba 47 di Qinjiazui, provincia di Hubei, furono datate al IV secolo a.C. Zhuge Liang usò lo schema della balestra a ripetizione, e ne fece una versione che sparava dai due ai tre colpi alla volta, e venne usata per la produzione di massa, e per questa ragione, venne rinominata in suo onore. La balestra a ripetizione vide la sua ultima azione nella  Guerra tra Cina e Giappone del 1894-1895, dove fotografie mostrano la balestra a ripetizione come arma comune tra le truppe manciuriane. La costruzione base dell'arma è rimasta molto semplice sin dalla sua invenzione.
La balestra a ripetizione venne introdotta in Corea da Re Sejong, che durante una visita in Cina vide l'arma e fu impressionato dal meccanismo. In Corea fu chiamata sunogung (Hangŭl 수노궁 - Hanja 手弩弓).
Una grande versione simile alla balestra a ripetizione venne descritta nell'antica Grecia, dall'ingegnere Filone di Bisanzio. Questa versione somigliava ad una balista a ripetizione fu chiamata Polybolos e venne ritenuta inventata da Dionisio di Alessandria nel III secolo a.C.